# Бига
Бига (на турски: Biga) е град в Западна Турция, вилает Чанаккале, регион Мармара. Градът е околийски център и община. Разположен е на р. Бига, 90 км североизточно от вилаетския център град Чанаккале. По данни от преброяването през 2000 г. населението на града възлиза на 27 549 жители (при население за цялата околия 77 169 жители). Надморската височина на централната част на града е 21 м.
В Античността на мястото на днешния град Бига се е намирал градът Пегеа, по-късно известен като Пигас.
При избухването на Балканската война в 1912 година един човек от Бига е доброволец в Македоно-одринското опълчение.

## Галерия
- Панорама над Бига от местността Балъккая
- Плажът Коджакум, край Бига
- Река Бига

## Външни препртаки
- ((tr)) Официална уеб страница на околия Бига
- ((tr)) Пътна карта на околностите на Бига
- ((tr)) Снимки от град Бига Архив на оригинала от 2016-03-03 в Wayback Machine.
- ((tr)) Информация за Бига